# 죄르쇼프론에벤푸르트 철도
죄르쇼프론에벤푸르트 철도(헝가리어: Győr–Sopron–Ebenfurti Vasút, 독일어: Raab-Oedenburg-Ebenfurter Eisenbahn) 줄여서 GYSEV 또는 라베르반(독일어: Raaberbahn)은 헝가리와 오스트리아의 합작 철도 회사다. 헝가리가 72%, 오스트리아가 28%를 보유하고 있다.

## 역사
GYSEV의 설립 신청은 빅토르 엘란거 남작의 요청으로 이루어졌으며, 1872년 법률 제27호에서 설립이 결정되었다.
설립 주주총회는 1875년 2월 1일 부다페스트에서 개최되었지만, 빅토르 엘란거 남작 본인은 참석하지 않았고, 형인 루드비히 엘란거가 대리인으로 참석했다.
최초 노선은 1876년 1월 2일에 죄르와 쇼프론 사이에 개통했다. 쇼프론과 에벤푸르트 사이의 노선이 개업한 것은 1879년 10월 28일다.
헝가리에서는 제2차 세계 대전 후 공산주의 헝가리 인민공화국이 성립해 국내의 모든 철도회사는 국유화되었지만, GYSEV만은 오스트리아 와의 국경을 복잡하게 넘어서 국유화되지 않고 잔존하고 있다.